# Вікарчук Віктор Євгенович
Ві́ктор Євге́нович Вікарчу́к (нар. 12 березня 1969, м. Красилів, Красилівський район, Хмельницька область) — український підприємець та політик. 
Голова Красилівської районної державної адміністрації (2005—2006). Засновник і директор (до 2023 року) оздоровчо-розважального комплексу «СВ-КЛУБ» у місті Хмельницький.

## Біографія
У 1984 році закінчив 8-й клас Красилівської СШ № 3 та вступив до Красилівського професійно-технічного училища по напрямку «слюсар-збиральник», який закінчив із відзнакою.
Після року відвідування вечірньої школи вступив до Хмельницького електромеханічного технікуму на спеціальність «налагоджувальник верстатів з числовим технічним управлінням», який закінчив також із відзнакою у 1989 році.
З 1989 проходив строкову військову службу в Радянській Армії у м. Чернівці, згодом був переведений до 69-го мотострілецького Проскурівського полку у східній Німеччині, де і закінчував службу до 1991 року.
Після армії розпочав трудову діяльність вантажником на цукровому заводі.Одружився з Тетяною Боровик і тесть інвестував 5 мільйонів гривень в справи зятя і з   1993 року розпочав власну справу.
З 2005 р. навчався в Національній Академії державного управління при Президентові України на факультеті вищих керівних кадрів.

## Політика
7 квітня 2005 року призначений на посаду голови Красилівської районної державної адміністрації. За час обіймання посту плідно займався розвитком Красилівського району, неодноразово займав перші місця за показниками виробництва і розвитку районів.
У 2006 році став депутатом міської ради, створив свій «Блок Вікарчука», який на виборах зайняв четверте місце.

### Проросійська діяльність
У 2016 році Віктор вступив у конфлікт із представниками ВО Свобода які пікетували місце проведення концерту Потапа і Насті, його звинуватили у побитті 80-річного протестувальника із антипутінським плакатом.
Протягом 2020-2021 років регулярно конфліктував з владою, правоохоронними органами, систематично порушував карантин, називаючи пандемію коронавірусу фейком, агітував проти носіння масок та вакцинації. На своїй сторінці в соціальній мережі Facebook неодноразово заявляв про те, що України не існує, що всі її органи — це приватні фірми, закликав до створення паралельних органів державної влади та місцевого самоврядування, ухилення від сплати податків. Багатьма націоналістичними та ветеранськими організаціями України його діяльність розцінюється як деструктивна.
Співпрацював з іншим одіозним громадським діячем, жителем міста Дніпро Анатолієм Балахніним, якого на сайті «Миротворець» названо антиукраїнським пропагандистом та провокатором. Разом з Балахніним у складі групи з 18 осіб вони оголосили про створення нової самопроголошеної «Хмельницької міської ради» та ліквідацію легітимної.
Під час місцевих виборів 2020 року балотувався до Хмельницької міської та обласної рад від проросійської партії «Опозиційна платформа — За життя», яку очолював кум Володимира Путіна Віктор Медведчук.
Після повномасштабного російського вторгнення, в інтервʼю пояснював, що балотувався від «ОПЗЖ», бо тільки там за місце у списку не брали гроші, при цьому казав, що ідеологію «ОПЗЖ» не поділяє.

## Підприємництво
Перші кроки власного бізнесу Віктор Вікарчук почав робити на рідній Красилівщині. З 1996 по 1997 роки відкрив мережу кіосків, ресторан та продовольчий магазин у Красилові, у Хмельницькому створив і керував ТОВ «Браво».
У 1999 році за порадою міського голови Михайла Чекмана взяв в оренду частину збиткового приміщення кінотеатру «Сілістра». Після капітального ремонту у Хмельницькому відкрився перший більярдний клуб.
Згодом напрямки діяльності розширювались, у закладі з'явилися спортцентр і басейн.
Сьогодні у комплексі «СВ-КЛУБ» функціонують ресторан «Стейк Хаус», нічний клуб «Roza-baR», фітнес-комплекс «I Love Fitness», спа-центри «Терми» та «Spa Relax».
20 грудня 2016 року відбулося відкриття Кросфіт залу. А 18 лютого 2017 року розпочав роботу один з найбільших спа-центрів міста «Spa Relax».

## Особисте життя

### Благодійність
- Віктор Вікарчук співпрацює з Американським Центром реабілітації дітей з опіковими травмами — організував лікування Насті Овчар (м. Харків) та Володі Розізнаного (м. Красилів).
- З 1998 року надає допомогу Хмельницькому Будинку маляти «Берізка».
- З березня 2017 року разом з Оксаною Мельник є сертифікованим лектором міжнародної організації Narkonon[17], яка займається антинаркотичною освітою серед учнівської та студентської молоді. Лекції про шкідливість наркотиків для дітей у школах та гімназіях проводять в ігровій, зрозумілій дітям формі[18].
- Разом з Хмельницькою міською радою жінок бере участь в організації і проведенні благодійних заходів, ініційованих Спілкою опікування дітьми-сиротами та інвалідами.
- У 2005 році заснував і очолив благодійний фонд «Вікторія».
- Фінансував видання чотирьох поетичних збірок подолянина М. Коломійця.
- Постійно сприяє творчому зростанню молодих хмельницьких співаків, зокрема йдеться про Т. Порчик-Брянцеву та юного В. Панкратова.
- Особливо активно підтримує усі починання, які стосуються розвитку спорту, в першу чергу — дитячого, та популяризації здорового способу життя.
- Починаючи з 2000 року Віктор Вікарчук як голова федерації більярдного спорту Хмельницького організовує і фінансує усі більярдні турніри міста.

### Відзнаки та нагороди
- Отримав звання «Людина року» міста Хмельницького — у 1999 році в номінаціях «Меценат року» та «За ініціативність», у 2005 році — в номінації «Благодійник».
- Став переможцем акції «Народний бренд 2006» в номінації «Кращий у Хмельницькому меценат».
- Віктору Вікарчуку присвоєно звання полковника Українського козацтва та обрано отаманом Красилівського району.
- За заслуги у відродженні духовності в Україні та утвердження Помісної Української Православної Церкви нагороджений Орденом Святого Рівноапостольного князя Володимира Великого III ступеня.

### Творчість
Віктор Вікарчук є автором тлумачного словника, посібника «Словник Простих Слів». Над «Словником» працювала робоча група, фахівці з Хмельницької гуманітарно-педагогічної академії, де 2 червня 2017 року відбулась перша презентація книги. Примірники наразі роздають безкоштовно, у планах Віктора Вікарчука передати книги у школи і бібліотеки та провести презентації у кожній області України.